# منتخب جزر البهاما لكرة السلة
منتخب باهاماس لكرة السلة هو ممثل جزر البهاما الرسمي في المنافسات الدولية في كرة السلة. ينتمي إلى منطقة اتحاد الأمريكتين لكرة السلة. انضم إلى الاتحاد الدولي لكرة السلة في عام 1962.

## البطولات التي شارك فيها
- بطولة الأمريكتين لكرة السلة